# Bazaia
Bazaia (auch Bazaja) regierte von etwa 1629 bis 1602 v. Chr. Nach der assyrischen Königsliste betrug seine Amtszeit als 52. assyrischer König 28 Jahre; er war Sohn des Iptar-Sin.